# Глорјан
Глорјан (фр. Glorianes) насеље је и општина у јужној Француској у региону Лангдок-Русијон, у департману Источни Пиринеји која припада префектури Прад.
По подацима из 2011. године у општини је живело 17 становника, а густина насељености је износила 0,91 становника/km². Општина се простире на површини од 18,72 km². Налази се на средњој надморској висини од 793 метара (максималној 1.348 m, а минималној 320 m).

## Демографија
| 1968. | 1975. | 1982. | 1990. | 1999. | 2011. |
| ----- | ----- | ----- | ----- | ----- | ----- |
| 7     | 8     | 13    | 20    | 23    | 17    |

График промене броја становника у току последњих година